# 永平县站
永平县站位于中华人民共和国云南省大理白族自治州永平县博南镇，是大瑞铁路上的火车站，于2022年7月22日启用。

## 歷史
永平县站于2020年12月2日开工，2022年7月22日启用。2022年8月5日，永平县站开办货运业务。

## 概况
永平县站是线侧平式站房，站房面积3,000平方米，候车室面积1,286平方米，设座椅429个，最多容纳旅客1,070人。站房以“永世太平”为设计理念，屋顶、台基和立柱体现汉唐建筑风格，局部装饰展现永平的历史文化元素。货场仓库面积5,782平方米，露天堆场19,264平方米。